# Суччиво
Суччиво (итал. Succivo) — коммуна в Италии, располагается в регионе Кампания, в провинции Казерта.
Население составляет 7158 человек (на 2004 г.), плотность населения составляет 1142 чел./км². Занимает площадь 6 км². Почтовый индекс — 81030. Телефонный код — 081.
В коммуне особо празднуется Преображение Господне в первое воскресение июля.